# Ulrich Krieger
Ulrich Krieger (* 1962, Freiburg, Německo) je německý hudebník, hudební skladatel a improvizátor. V současné době vystupuje s několika projekty, mezi které patří i uskupení Metal Machine Trio, kde hraje s Lou Reedem a Sarthem Calhounem.